# Ключі (Каргапольський район)
Ключі́ (рос. Ключи) — селище у складі Каргапольського району Курганської області, Росія. Входить до складу Тагільської сільської ради.
Населення — 293 особи (2010, 319 у 2002).
Національний склад населення станом на 2002 рік: росіяни — 94 %.